# Cognac (bebida)
Cognac é uma variedade de conhaque que leva o nome da comuna de Cognac, na França. É produzido na região vitivinícola circundante, nos departamentos de Charente e Charente-Maritime.
A produção do Cognac se enquadra na denominação francesa appellation d'origine contrôlée, com métodos de produção e denominação exigidos para atender a certos requisitos legais. Entre as uvas especificadas, a Ugni blanc, conhecida localmente como Saint-Emilion, é a mais amplamente usada. O brandy deve ser duas vezes destilado em alambiques de cobre e envelhecido pelo menos dois anos em barricas de carvalho francês de Limousin ou Tronçais. O cognac amadurece da mesma maneira que os uísques e os vinhos envelhecem em barris, e a maioria passa muito mais tempo "na madeira" do que o mínimo exigido por lei.